# Frank MacKey
Pour les articles homonymes, voir Mackey.
Frank MacKey (Gilboa, New York, 20 mars 1852 - Riverside, Californie,  24 février 1927) est un joueur de polo américain. En 1900, il remporta la médaille d'or en polo aux Jeux olympiques de Paris, avec l'équipe des Foxhunters Hurlingham. 